# メリーベル・ポーツネル
メリーベル・ポーツネル（1744年 - 1879年）は、1972年2月から1976年5月にかけて主に『別冊少女コミック』（小学館）に連載された漫画『ポーの一族』（萩尾望都）全編を通してのヒロイン。架空の人物。イギリス貴族エヴァンズ伯爵と、うら若き愛人メリーウェザーとの間に生まれた第2子。女性。
連載終了から40年ぶりに発表された「春の夢」（『月刊フラワーズ』2016年7月号、2017年3月 - 7月号）の回想シーンに登場する。

## 登場作品
1. すきとおった銀の髪（『別冊少女コミック』1972年3月号）
2. ポーの村（『別冊少女コミック』1972年7月号）
3. ポーの一族（『別冊少女コミック』1972年9月 - 12月号）
4. メリーベルと銀のばら（『別冊少女コミック』1973年1月 - 3月号）
5. エヴァンズの遺書（『別冊少女コミック』1975年1月 - 2月号）

なお、以下の作品でエドガーとアランの回想の中に登場している（日記等の記録や名前だけの登場作品は除く）。
1. 小鳥の巣（『別冊少女コミック』1973年4月 - 7月号）
2. ペニー・レイン（『別冊少女コミック』1975年5月号）
3. はるかな国の花や小鳥（『週刊少女コミック』1975年37号）
4. エディス（『別冊少女コミック』1976年4月 - 6月号）
5. 春の夢（『月刊フラワーズ』2016年7月号、2017年3月 - 7月号）

## 経歴
1744年に生誕し、4つ違いの兄のエドガーと共に森の中に捨てられるが、スコッティ村の老ハンナ・ポーに拾われ彼女の館で育てられることになる。しかし、優しい老ハンナの正体はバンパネラ（吸血鬼）「ポーの一族」であり、1751年、メリーベルが7歳のとき、バンパネラの秘密の儀式を目撃して愛する妹を巻き添えにすることを恐れたエドガーの意向により、ロンドンのアート男爵家に養女に出される。ロンドンで兄エドガーと再会する日を待ちわびながら、6年の歳月が流れる。
1757年、13歳のとき、エヴァンズ伯爵家の長男オズワルドと次男ユーシスに出会い、やがてユーシスと恋し合うようになる。ところが、エヴァンズ伯爵が実はエドガーとメリーベルの実の父親で、オズワルドは2人の母親違いの兄、さらにユーシスはオズワルドの父親違いの弟であった。エドガーとメリーベルがかつて森の中に捨てられたのは、エヴァンズ伯爵の愛人であった母メリーウェザーの死後、伯爵が2人を正式に引き取ろうとしたため、本妻である伯爵夫人の逆鱗（げきりん）に触れ、彼女の召使いの手によって森の中に置き去りにされたものであった。
メリーベルと、憎き愛人そっくりの娘に最愛の息子を奪われることを恐れた母との板挟みにあったユーシスは、どちらをも選ぶことができず自ら命を絶つ。その後メリーベルはエヴァンズ伯爵家の養女となるが、彼女の前に姿を現したエドガーがバンパネラであることを承知の上で、自らエドガーについて行くことを選ぶ。そうしてポーの一族であるポーツネル男爵夫妻の養女となったメリーベルは、以後、少女の姿のまま男爵夫妻とエドガーと共に4人で100年以上の時を過ごすことになる（「メリーベルと銀のばら」）。
1879年、ポーツネル男爵一家は新しい仲間を求めて市（シティ）に行き、そこでメリーベルはアラン・トワイライトと出会う。亡き婚約者ロゼッティ・エンライトにうりふたつのメリーベルはアランから恋され、やがてプロポーズされる。そして1度はその申し出を断りはするものの、それでも好きだというアランに「わたしたちといっしょに、ときをこえて遠くへいく？」と誘いかける。
しかし、その後ジャン・クリフォード医師にバンパネラであることを見破られて銀の弾丸を撃ち込まれ、消滅する（「ポーの一族」）。

## 人物
濃い茶色の瞳に銀色の巻き毛を肩より長く伸ばした13歳の少女。その銀髪を象徴するかのように、彼女の登場シーンではしばしば“すきとおった銀の髪”の少女の歌が歌われる。
明るく純真、可憐（かれん）な永遠の少女。愛らしくかつ弱々しい吸血鬼として描かれており、人間の生き血を吸う吸血鬼でありながら吸血行為を忌避している様子も見られる。その愛らしさゆえに年齢を問わず彼女に想いを寄せた男性は数多い。
ただし、弱々しくはかなげなイメージは、誤って銃で撃たれて瀕死（ひんし）の重傷を負った「ポーの村」と、彼女が消滅した「ポーの一族」の印象に負うところが大きい。
人間であった頃や一族に加わった当初などは、森を駆け回り木登りをしたり、スケートをしたりするなど活動的な面もあった。性格面でも同様で、人間であった頃は我が強く狂信するタイプであると評されている。しかし、一族の血が合わなかったためか、徐々に身体が弱くなり、それにつれはかなさ、しとやかさが増していったようである。
バンパネラになって以降、エドガーのように人間に戻りたいような素振りはほとんど見られない。しかし、楽しそうに歌を歌ったり森や野原を駆け回ったりする姿や、アーネストやアランから告白された際に心から申し訳なく思っている姿から、人間であった頃とほとんど変わらない心を持ち続けた様子がうかがえる。
彼女の心の大半は最愛の兄エドガーによって占められており、それは人間であった頃から一族に加わってからも一貫して変わらず、唯一の例外は、「メリーベルと銀のばら」においてユーシスと恋し合っていたときだけである。
エドガーにとってもメリーベルがすべてであり、彼女の消滅後もエドガーの向こう半分の心を占め続ける。

## 名前の由来
エドガーの名は、エドガー・アラン・ポーに由来することは作者自身により明らかにされているが、メリーベルの名前についてはその由来を作者は明らかにしていなかった。そのため、エドガー・アラン・ポーに13歳で嫁いだ妻ヴァージニアのことをポーがつづった詩「アナベル・リー」が由来であるとする説や、「ベッシー・ベルとメリー・グレー」というマザーグースが由来であるという説など、諸説が存在していた。しかし、2018年4月、作者によって「「メリーベル」は「メリー××」にしたいと思ったから。「メリーベル」のベル (belle) には「美しい」という意味が含まれているので、自分でもぴったりとしたものがつけられたと思った。」と明らかにされた。

## 他作品での引用
- 『ぼくらの時代』（栗本薫）

行方不明になった女子高生、今井厚子はロックバンド『ポーの一族』の主人公たち（栗本薫・石森信・加藤泰彦）のマスコットで、主人公たちはバンド名を『メリーベルとポーの一族』に変えて彼女をバンドに入れようと話し合っていた。
- 『ハレーション・ゴースト』（笹本祐一）

『妖精作戦』シリーズの主人公の友人・沖田玲郎（同作では主人公）が出会った雪女について「相手は妖怪変化だぞ。いいもんもくそもあるか」と言ったところ、友人たちが口々に自身のお気に入りの妖怪変化の名を挙げる中、そのうちの1人が「メリーベルは吸血鬼だけどかーいーんだぞお」と言っている。
- 『笑う大天使』（川原泉）

いつも沈丁花の陰にたたずんでいる聖ミカエル学園高等部1年生の沈丁花娘はメリーベルのパロディとして描かれており、髪が木の枝にからまったところを主人公の1人、斎木和音にほどいてもらうシーンを見た司城史緒と更科柚子が、「あのシーンは『ポーの一族』だぞ」と『ポーの一族』談義を始めている。
- 『おいしい関係』（槇村さとる）

「ヤングユーコミックス」5巻のカラー扉に、ヒロインの藤原百恵がメリーベルに扮装しているイラストが描かれている。
- 『∀ガンダム』（サンライズ製作のテレビアニメ）

登場人物の1人、メリーベル・ガジットの名前はメリーベル・ポーツネルから取られた。
- 『ハチミツとクローバー』（羽海野チカ）

ヒロインの花本はぐみについて、羽海野は作者との対談で「はぐちゃんはメリーベルの真似をして描いてました」と語っている。
- 『TRUMP』（末満健一が脚本・演出した演劇）

モーニング娘。の小田さくらは、『TRUMP』に登場するメリーベルが『ポーの一族』からとられていることを、末満本人から聞いている。

## メリーベルを演じた声優・俳優

### ラジオドラマ
- いのくちゆか

2007年10月6日より毎週土曜日、ラジオ関西で放送のアニたまどっとコム内の「連続ラジオドラマ ポーの一族」にて。
いのくちはドラマでメリーベルを演じたほか、番組の第13回にゲストで出演した。

### ドラマCD
- いのくちゆか

「連続ラジオドラマ ポーの一族」放送終了後、各4話ずつ収録で全6巻が発売された「連続ラジオドラマ ポーの一族」ディレクターズカット版にて。

### 舞台
- 華優希

2018年1 - 3月、宝塚大劇場・東京宝塚劇場において宝塚歌劇団花組により上演のミュージカル・ゴシック『ポーの一族』にて。
- 綺咲愛里

2021年1 - 2月、梅田芸術劇場・東京国際フォーラム・御園座において上演のミュージカル・ゴシック『ポーの一族』にて。